# Patru adevăruri nobile (budism)
Cele patru adevăruri nobile (în sanscrită: चत्वारि आर्यसत्यानि catvāri āryasatyāni) sunt învățăturile centrale ale budismului. Sunt calificate drept nobile (ariya) pentru că exprimă ansamblul adevărurilor universale și duc la eliberarea individului.

## Lista celor patru adevăruri nobile

### Primul adevăr nobil: Dukkha
Potrivit primului adevăr nobil, existența condiționată, așa cum este cunoscută de oameni, este suferință: nașterea este suferință, bătrânețea este suferință, boala este suferință, moartea este suferință, a fi unit cu ceea ce nu iți place este suferință, a fi separat de ceea ce iți place este suferință. Termenul suferință este de asemenea folosit pentru a exprima insatisfacția, pentru ca merge dincolo de durerea fizică.
Dukkha este primul adevăr nobil învățat de Buddha. Cuvântul din limba pali (Dukkha) desemnează suferința sau durerea în sensul său curent. Relevă totuși semnificații mai filozofice și mai extinse în învățăturile lui Buddha: cea de imperfecțiune, de impermanență, de conflict, de vid și de insubstanționalitate. Termenul de dukkha este deci folosit în mod curent, în absența unei traduceri adecvate.
Suferința relevă trei aspecte: suferința fizică și mentală, suferința cauzată de schimbare și suferința cauzată de condiționări. Suferința atinge toate nivelurile existenței, de la cele mai joase la cele mai înalte, cuprinzând chiar ceea ce în mod normal considerăm ca fiind agreabil: "ceea ce omul normal numește fericire, cel luminat numește dukkha" (Samzutta Nikâya).

### Al doilea adevăr nobil (Samudaya): originea suferinței
Cel de-al doilea adevăr nobil este originea suferinței (Dukkhasamudaya-ariyasacca). Acest adevăr este definit astfel:

"Este această "sete" (tanhā) cea care determină re-existența și re-devenirea (ponobhavikā), care este aviditatea pasională (nandirāgasahagatā) și care găsește fără încetare o nouă posesiune (tatratatrābhinandini), fiind vorba de setea plăcerilor fără sens (kāma-tanhā), setea existenței și a devenirii (bhava-tanhā) și setea non-existenței (vibhava-tanhā)."

Apariția (samudaya) setei (tanhā) depinde de senzație (vedanā), care depinde ea însăși de contact (phassa). Astfel, setea nu este cauza primară a suferinței, ci ea constituie cauza cea mai palpabilă și cea mai apropiată. Setea desemnează atașamentul de lucruri si de idei (dhamma-tanhā) care produce re-existența și re-devenirea (ponobhavikā).

### Al treilea adevăr nobil: Nirodha
Al treilea adevăr este cel al opririi suferinței (în sanscrită निरोध nirodha). El anunță că există o încetare a setei. Acest sfârșit al durerii este denumit "eliberare finală" sau nirvana ( निर्वाण nirvāna).'

### Al patrulea adevăr nobil: Magga
Al patrulea adevăr este cel al drumului ce duce către încetarea suferinței (magga). Acest drum este calea cu 8 brațe: opinii corecte, intenții corecte, vorbire corectă, mijloace de existență corecte, efort corect, acțiune corectă, atenție corectă și concentrare a minții corectă. Acest drum duce la atingerea nirvanei.

## Parabola medicului
Cele patru adevăruri nobile sunt adesea comparate cu activitățile unui medic (भिषग्वर bhiṣagvara sau भैषज्यगुरु bhaiṣajya-guru) : Persoana conștientă, luminată (बुद्ध buddha) are ca sarcină să vindece umanitatea cu propriile mâini. Va pune mai întâi un diagnostic, va căuta cauza bolii, va vedea dacă tratarea este posibilă și prescrie un remediu.

## Cele 16 caracteristici
Fiecare din cele patru adevăruri are câte patru caracteristici. 
Primul adevăr nobil: 
1. Impermanența
2. Suferința propriu zisă
3. Vacuitatea
4. Absența de sine (impersonalitate).

Al doilea adevăr nobil: 
1. Cauza
2. Originea
3. Producerea
4. Condiția

Al treilea adevăr nobil: 
1. Oprirea
2. Pacea
3. Excelența
4. Renunțarea

Al patrulea adevăr nobil: 
1. Calea
2. Cunoașterea
3. Facerea
4. Reușita